# ふたりで竜馬をやろうじゃないか
『ふたりで竜馬をやろうじゃないか』は、堀内孝雄 with 五木ひろしのデュエット・シングル。2005年4月20日にRice Musicよりリリースされた。カセットテープとマキシシングル同時発売。
2008年7月23日に湯原昌幸・杉本眞人によるユニット「ルービー・ブラザーズ」のカバーシングルが発売。

## 概要
堀内孝雄のデュエットシングルとしては堀内孝雄&斉藤慶子「悲しい乾杯」以来約10年ぶりとなる。表題曲はテレビ朝日系ドラマ『はぐれ刑事純情派』ファイナルシーズン主題歌。同ドラマでは通算18回目の主題歌起用となった。

## 収録曲
1. ふたりで竜馬をやろうじゃないか
作詞：荒木とよひさ／作曲：杉本真人／編曲：川村栄二
2. 夢のかけら
作詞：荒木とよひさ／作曲：堀内孝雄／編曲：今泉敏郎

## 収録作品・カバー
| 発売日         | タイトル                                                       |
| -------------- | -------------------------------------------------------------- |
| 2005年7月13日  | 男達のララバイ                                                 |
| 2005年11月23日 | ザ・ベスト～ふたりで竜馬をやろうじゃないか～                   |
| 2007年12月5日  | ザ・ベスト 男が抱えた寂しさ（ソロバージョンが収録）            |
| 2008年7月23日  | ルービー・ブラザーズ「ふたりで竜馬をやろうじゃないか」         |
| 2008年11月26日 | ～作家生活45周年記念～荒木とよひさ作品集 追憶                  |
| 2008年12月10日 | 湯原昌幸「湯原昌幸 全曲集 ～柚子～」（ボーナストラックで収録） |
| 2009年11月26日 | 「はぐれ刑事純情派」主題歌全曲集                               |
| 2010年8月4日   | Thank You～愛すべき男たち～（ソロバージョンが収録）            |
| 2011年10月26日 | 堀内孝雄40周年記念ベストセレクション ～時の流れに～            |
| 2012年3月7日   | 100年後の日本人に残したい… デュエット歌謡 名曲特撰             |
| 2016年10月26日 | 45周年記念\|オールシングルコレクション                         |